# 제1차 메세니아 전쟁
제1차 메세니아 전쟁(First Messenian War, 기원전 743년 – 기원전 724년)은 메세니아와 스파르타 사이에 벌어진 전쟁이다. 파우사니아스가 제시한 날짜에 의하면, 이 전쟁은 기원전 743년에 시작되어, 기원전 724년까지 약 20년가량 진행되었다. 이 전쟁에서 승리한 스파르타는 넓은 영토를 확보할 수 있게 되었지만,패배한 메세니아 인들은 노예로 전락하였으며, 스파르타의 노예 계층인 헤일로타이가 되었다. 헤일로타이는 가족을 가질 수 있었지만, 전쟁훈련용 살인 연습으로 이용된 스파르타의 축제 크립테이아에서 합법적으로 아무나 살해해도 되는 도구가 되어야 했다.

## 배경
메세니아 전쟁은 적대감을 불러일으킨 여러 가지가 복합적인 요인들이 원인이 되었다.
최초의 사건은 라코니아와 메세네의 국경에서 일어났다. 이곳에는 아르테미스와 림나티스를 모시는 신전이 있었는데, 이곳은 스파르타와 메세니아 인들 모두가 이용하는 곳이었다. 스파르타 처녀들이 춤을 추는 중에 메세니아인들이 들어와 여인들을 납치해 갔다. 스파르타의 텔레클로스 왕은 그들을 저지하려 하려 하다가 살해를 당했다. 이후 모든 스파르타의 처녀들은 자살했다고 전해진다.
메세니아 측의 원인에 따르면, 스파르타 왕 텔레클로스가 젊은 병사들을 처녀로 분장시키고, 단검을 휴대하게 했는데, 이 음모가 탄로나자, 격투 중에 왕을 살해하게 되었다. 그러나 이 사건 직후에는 바로 전쟁이 발발하지 않았다.
파우사니아스에 따르면, 기원전 764년 올림픽 경기의 승리자였던 메세니아의 폴리카레스(Polychares)와 그의 소를 돌보며 신뢰를 얻었던 스파르타의 에우파이노스(Euphaenos)로부터 문제가 발생했다고 한다. 에우파이노스는 자신이 돌보던 폴리카레스의 소를 팔아버렸으며, 조사를 위해 보낸 폴리카레스의 아들마저 살해를 하게 된다. 폴리카레스는 스파르타 왕과 스파르타 장교에게 호소했지만, 스파르타 측은 그의 호소를 무시했다. 그래서 격노한 폴리카레스는 다수의 스파르타 사람을 살상하고 메세니아로 도망갔다. 스파르타는 당연히 폴리카레스의 신병 인도를 메세니아에 요구했다. 메세니아 민회에서는 의견이 엇갈렸고, 이로 인해 내전이 발발했다. 결국 송환 반대파가 승리하며 송환을 거부했다. 이 때문에 스파르타는 메세니아 정복을 결정했다.

## 과정
스파르타의 왕 알크메네스에 따르면 암페이아 공략까지는 작은 교전만 이어졌다. 스파르타는 암페이아 공략 이후 4년 동안 다른 도시를 공격하는 것도 모조리 실패했다. 두 차례 회전을 치른 이후 메세니아는 전염병에 시달렸고, 이것으로 인해 메세니아의 전황은 악화되었다. 그래서 메세니아 군은 요새화된 이토미 산에 진을 쳤다. 그로부터 6년째에 스파르타는 이토미 공략을 위해 군대를 파견했다. 그때의 전투로 메세니아 왕 에우파에스가 전사했지만 전투는 큰 대가를 치르며 끝났다. 그 후, 메세니아 인은 델포이에 신탁을 청하여 왕실의 처녀를 제물로 바치면 승리할 수 있다는 답을 얻었고, 아리스토데모스는 자신의 딸을 제물로 바쳤다. 이에 따라 아리스토데모스는 메세니아 왕으로 선출되었다.
그런데 승리의 주역 아리스토데모스는 딸의 망령에 시달리고 딸의 무덤 앞에서 자살했다. 우수한 지휘관을 잃어버린 메세니아는 불길한 예언이 적중되자 경악을 했고, 사기가 떨어졌다. 한편 스파르타는 장기적인 공성전으로 전략을 바꾸고, 그로 인해 메세니아는 굶주림에 시달렸다. 궁지에 몰린 메세니아 군은 결사의 반격을 시도했지만, 도리어 패배를 당했다. 결국 그들은 메세니아 북부에서 철수했고 전쟁은 스파르타의 승리로 끝났다.

## 결과
메세니아는 스파르타에 정복되었고, 메세니아인은 ‘헤일로타이’(국가 소유의 노예)의 신분이 되었다. 이에 따라 스파르타는 그리스의 폴리스에서 예외적으로 넓은 영토를 가지게 되었다. 그러나 약 40년 뒤 기원전 685년에 스파르타의 지배를 견디지 못한 메세니아 인들은 스파르타에 반란을 일으켰다. 다른 폴리스도 양 진영에 가세하며 펠로폰네소스반도로 들어와 제2차 메세니아 전쟁으로 발전했다. 또한 두 명의 왕이 전쟁을 수행하느라 바빴기 때문에, 스파르타에서는 에포로스(민선 장관) 제도가 태어났다.